# Sidsel Falsig Pedersen
Sidsel Falsig Pedersen (* 19. května 1970 Frederiksberg) je dánská spisovatelka. Její realistická díla jsou psána minimalistickým stylem. Po studiích se živila prací v různých profesích (barmanka, tlumočnice, fotografka) v kombinaci s literárními stipendii.
V roce 2016 získala cenu Beatrice za dílo Flora.

## Dílo
- Flora
- Måske går det ove, 2012
- Så må vi se, 2008
- Forholdsregler, 2005
- Ejerskifte, 2000
- En hel dags kærlighed, 1997